# Demografía de Guam

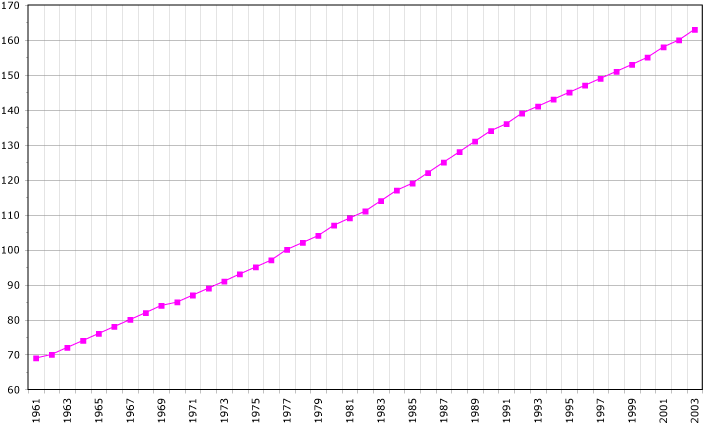
Demografía en Guam de 1961 a 2003.

Según los datos de CIA World Factbook, estos serían los siguientes datos de Guam:

## Población: 154,623 (Julio de 2000 est.)
- Hombres: 81.039
- Mujeres: 73.584

## Edad ternaria
- 0-14 años: 34.9% (hombres 28,233; mujeres 25,727)
- 15-64 años: 59.09% (hombres 48,126; mujeres 43,238)
- 65 años para adelante: 6.01% (hombres 4,680; mujeres 4,619) (2000 est.)

Tasa de Población: 1.67% (2000 est.)
Tasa de Nacimiento: 26.19 nacimientos/1,000 población (2000 est.)
Tasa de muerte: 4.16 muertes/1,000 población(2000 est.)
Tasa de natalidad de migración: -5.35 migrante(s)/1,000 población (2000 est.)

## Sexo por ratio
Por nacimiento: 1.14 hombres/mujer
- Menos de 15 años: 1.1 hombres/mujer
- 15-64 años: 1.11 hombres/mujer
- 65 años para adelante: 1.01 hombres/mujer

Total de población: 1.1 hombre(s)/mujer (2000 est.)
Tasa de mortalidad infantil: 6.83 muertes/1,000 vida de nacimientos (2000 est.)
Esperanza de vida y nacimiento:
Población total: 77.78 años
- Hombre: 75.51 años
- Mujer: 80.37 años(2000 est.)

Tasa de mortalidad en fertilidad: 3.96 niños por nacer/niñas (2000 est.)
Alfabetismo:
Definición: de 15 años que saben leer y escribir
Población total: 99%
- Hombre: 99%
- Mujer: 99% (1990 est.)

Grupos étnicos: Chamorros 37.1%, Filipinos 26.3%, demás islas del Pacífico 11.3%, blancos 6.9%, otros inmigrantes de Asia 6.3%, otros grupos étnicos originarios 2.3%, mixto 9.8% (2000 census)
Religiones: Católico 85%, otros 15% (1999 est.)
Lenguas: Inglés y Chamorro (oficiales), español, japonés y otras lenguas autóctonas.
- Datos: Q5256014
- Multimedia: Demographics of Guam / Q5256014